# Мерчицы (Брестская область)
Ме́рчицы (бел. Мерчыцы) — деревня в Пинском районе Брестской области Беларуси. Административный центр Мерчицкого сельсовета. Расположена в 4 км от автодороги Ивацевичи — Пинск — Столин (Р-6) и в 21 км от города Пинск. По переписи населения 2019 года в деревне насчитывалось 226 человек.

## География
Через д. Мерчицы протекает река Ясельда.

## История
- 1514 год — первое упоминание в документе: Кирилл Гричин получает от князя Федора Ярославича четыре дворища в Мерчицах. Позже переходит Михаилу Моклоку
- XIX век — деревня принадлежат Твардовским
- Начало XX века — действует народное училище (учитель Е. Бабич)
- Сентябрь 1943 года — фашистами уничтожено 8 хозяйств, убито 7 жителей

## Инфраструктура
На территории деревни находится Мерчицкая базовая (до 2010 года — средняя) школа, библиотека, магазин, почтовое отделение.
В Мерчицкой школе училась известная белорусская поэтесса Евгения Янищиц.

## Культура
- Дом культуры
- Центр традиционной культуры и быта «Спадчына Палесся»[2]

## Достопримечательности
- Монумент землякам, погибшим в годы Великой Отечественной войны
- Археологический памятник: поселение III—I тысячелетий до н. э.

## Известные лица
- Марк Герасимович Пискун — герой национально-освободительного движения белорусского народа за воссоединение в рамках единого государства.